# Тюльпан карликовий
Тюльпан карликовий (лат. Tulipa humilis) - вид багаторічних, цибулинних, трав'янистих рослин з роду Тюльпан сімейства Лілійні.

Кавказько-передньоазіатський спорадично зустрічається вид з обмеженою кількістю локалітетів і чисельністю, що скорочується, на північному кордоні ареалу.
До Червоної книги МСОП не включений .

## Синоніми
За даними The Plant List :
- Tulipa aucheriana Baker
- Tulipa humilis subsp. matinae Zojajifar & Sheidai
- Tulipa violacea Boiss. & Buhse[2]

## Поширення та екологія
Південно-Західна Азія (південна та південно-східна Туреччина, Іран), Кавказ.
Ентомофіл. Мезофіт, геліофіт, криптофіт. Виростає в альпійському поясі на луках та щебенистих місцях на висотах від 2400 до 3000 метрів над рівнем моря. На горі Ятиргварта росте на схилі південної експозиції, ґрунт гірсько-луговий, щебенистий.
Цвіте у травні-червні .

## Опис
Висота рослин 6-10 см.
Цибулина 1-2 см у діаметрі. Свіжі луски світло-коричневі, старі жовто-бурі, з внутрішнього боку гладкі, біля верхівки з притиснутими волосками.
Стебло і квітконіжка гладкі .
Листя 2-5, лінійні, 5-12 см завдовжки й до 1 см шириною, злегка хвилясті, майже голі, іноді з пурпуровою облямівкою. Відходять від стебла лише на рівні землі.
Квітів 1-2, забарвлення різноманітне (білі, рожеві, малинові, фіолетово-червоні). Підстави пелюсток може бути жовті, блакитні, темні. Тичинкові нитки, пильовики, пилок надзвичайно мінливі за забарвленням .
За іншими даними: листя 2(3), вони сильно відхиляються, майже супротивні, ланцетні, лінійно-ланцетні, відносно широкі, жолобчасті, голі, що доходять до вершини квітки, серпоподібно вигнуті (причому вершина зазвичай лежить нижче основи), облямовані пурпурною смужкою краях, до основи по краю війчасті.
Квітка одна, дзвонова, з вузькою основою (схожий на крокус), блідо-бузково-рожевий, зрідка майже фіолетовий, з жовтим дном. Зовнішні листочки оцвітини в 1,5-2 рази вже внутрішні, вузько-еліптичні, тупі; внутрішні - зворотнояйцеподібно-еліптичні, з нігтиком при основі й також з витягнутим кінчиком. З внутрішньої сторони всі листочки оцвітини однакового забарвлення. Тичинкові нитки жовті, вузькі, довгі (до 1 см); пильовики червоні, в 5 разів коротші за нитки .

## У культурі
Зони морозостійкості (USDA-зони): 4a-8b.

## Сорти

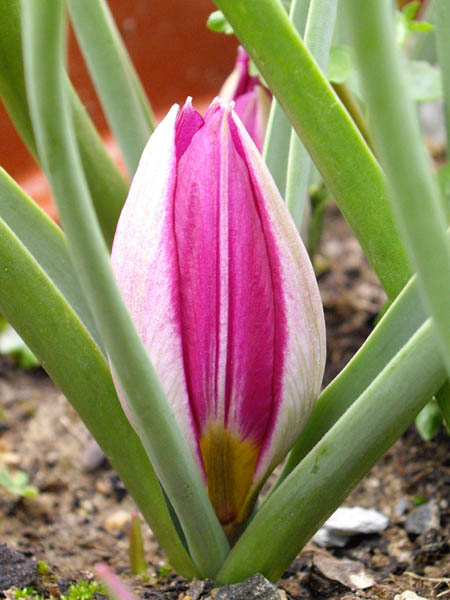
Tulipa humilis 'Persian Pearl'

- ' Alba Coerulea Oculata' (Синоніми: Tulipa violacea var pallida Stapf та Tulipa pulchella 'Alba Coerulea Oculata'). Пелюстки білі з блакитною основою. 2n = 24 [4].
- ' Eastern Star' Visser Czn., 1975 (Синоніми: Tulipa pulchella Eastern Star). Висота рослин близько 10 див. Пелюстки фіолетово-рожеві з бронзовим відтінком на зовнішній стороні, біля основи лимонно-жовті. Пильовики жовті [5].
- ' Lilliput' Visser Czn., 1987. (Синонім: Tulipa pulchella 'Lilliput'). Висота рослин близько 10 див. Пелюстки темно-червоні, біля основи чорно-фіолетові. Пильовики чорні [6].
- ' Tete a Tete' JWA van der Wereld & Zn., 2003. Висота рослин близько 10 см. Пелюстки темно-фіолетового кольору. Листя відносно багато, вузькі, зелені. Тичинки білі з малиновим верхом. Пилок жовтий. [7].
- ' Persian Pearl' Visser Czn., 1975 (Синонім: Tulipa pulchella 'Persian Pearl'). Висота рослин близько 10 див. Пелюстки цикламеново-пурпурні, основа жовта [8].
- ' Odalisque' Visser Czn., 1976 (Синонім: Tulipa pulchella 'Odalisque'). Висота рослин близько 10 див. Пелюстки буряково-червоні з фіолетовим відтінком, біля основи жовті. Пильовики жовті [9].
- ' Violacea' (Синонім: Tulipa violacea Boiss. & Buhse). Висота рослин близько 10 см. Пелюстки пурпурно-рожеві, біля основи жовті з чорним. 2n = 24 [10].